# 世持桜
世持 桜（よもち さくら、1992年4月10日 - ）は、日本の八重山民謡の女性歌手。三線を奏でながら民謡や沖縄音楽を伝統的な歌唱法で歌うのを得意とする。

## 概要
石垣島の東南部に位置する白保出身。白保は八重山民謡、舞踊の継承に熱心な地区で、多くの児童、生徒が民謡や舞踊の手ほどきを受けており、また、成人式には成人となる者が全員で伝統芸能を披露し、親戚や地区の人たちに感謝を示す伝統がある。大島保克、迎里計らも白保の先輩歌手。
2006年、14歳で八重山古典民謡保存会師範横目博二に師事。翌年、2007年には八重山古典民謡コンクール新人賞、2008年に同優秀賞、2015年に同最優秀賞を受賞した。
石垣市内の高校を卒業後に上京、専門学校を卒業して、介護福祉士として働いた後、2014年から本格的に音楽活動を行い、現在は関東地方を中心に積極的に沖縄料理店、沖縄関連イベント、ライブハウス等で活動を行っている。妹（世持芹）と、2人の弟（世持鍊、世持瑠）もCDで三線、笛、太鼓、カホン、ギター、ベースギターなどの演奏を分担しており、姉妹（弟）でステージに立つことも多い。なお、ネーネーズの第5期メンバー世持葵は従姉妹にあたる。

## 経歴
- 1992年4月10日 - 沖縄県石垣市白保生まれ。
- 2006年 - 八重山古典民謡保存会師範横目博二に師事。
- 2007年 - 八重山古典民謡コンクール（八重山毎日新聞主催）新人賞受賞。
- 2008年 - 八重山古典民謡コンクール優秀賞受賞。
- 2014年4月 - 関東地方でライブ活動を開始[2]。
- 2015年6月14日 - 八重山古典民謡コンクール最優秀賞受賞[3]。
- 2016年7月22日 - ミニアルバム『世かる日』発売。
- 2017年3月19日 - 石垣市にて金城弘美、仲田かおり、カワミツサヤカと地元女性歌手4人によるライブ「womanmusic vol.1」を開催。
- 2017年10月22日 - 東京都港区南青山のMANDALAで初のワンマンライブを開催[4][5]、満員御礼となる。会場でミニアルバム『ゆくい』を発売。

## CD

### ミニアルバム
- 『世かる日』（2016年7月22日発売　YMC-001、2022年10月デジタル配信開始）

1. 胡蝶の唄（八重山民謡はびる節）
2. あるぃからありおーる（八重山民謡月ぬ美しゃ）
3. その日まで（作詞：世持桜、作曲：世持鍊）
4. えんどうの花（作詞：金城栄治、作曲：宮良長包 ）

- 『ゆくい』（2017年10月22日発売　YMC-002、2022年10月デジタル配信開始）

1. 白保節（八重山民謡）
2. 三線の音（しゃみのね）（作詞、作曲：カワミツサヤカ）※2019年3月デジタル配信開始。
3. 夏花（八重山民謡）
4. あの場所で（作詞：世持桜、作曲：世持鍊）

### 参加作品

#### DJ SASA with ISLAND SOULS
- 『ISLAND SOULS REGGAE 〜でーじヒッツやさ！〜』（2017年4月26日。ビクターエンタテインメント VICL64781）
  - M3 キセキ - GReeeeNのカバー。
  - M8 ひこうき雲 - 荒井由実のカバー。